# Французи
Французите представляват латинска/келтска/германска етническа група, свързвана най-вече с Франция и френския език.

## Произход
Във Генофонда на французите преобладава келтския елемент. Значителна роля за формирането на френския народ са изиграли също така германските племена: франки, нормани, бургунди.

## Географско разположение
Французите са основното население на Франция, те са мнозинство в южната част на Белгия и западната част на Швейцария, където са голям процент от населението. Голям брой французи живеят във САЩ, Канада и Бразилия.

## Език
Основен език за французите е френския спадащ към Романските езици, който е официален във Франция. Освен във Франция той е официален език и в части от съседни на Франция страни: Белгия, Швейцария, Люксембург, както и в Канада, където има голям брой етнически французи.

## Култура
- Френска кухня